# William Bradford Ross
William B. Ross, né le 4 décembre 1873 et mort le 2 octobre 1924, est un homme politique démocrate américain. Il est le 12e gouverneur du Wyoming entre 1923 et 1924. Après sa mort, son épouse Nellie Tayloe Ross a été la 14e gouverneur du Wyoming et la première femme à accéder à un tel poste aux États-Unis (entre 1925 et 1927).

## Sources
- (en) Cet article est partiellement ou en totalité issu de l’article de Wikipédia en anglais intitulé « William B. Ross » (voir la liste des auteurs).